# Розсошанський округ
Розсошанський округ- адміністративно-територіальна одиниця, яка входила до складу Центрально-Чорноземної області РСФСР в 1928-30 рр. Адміністративним центром округу було місто Розсош.

## Історія
14 травня 1928 р. ВЦВК і РНК СРСР приняли постанову про утворення на території колишніх Воронезької, Курської, Орловської і Тамбовської губерній Центрально-Чорноземної області з центром в місті Воронеж.
В числі інших був утворений і Розсошанський округ, який складався з 16 районів. В 1930 по рішенню ЦВК і РНК СРСР окружний поділ був визнаний недоречним і округи були скасовані.Розсошанський округ був ліквідований, а райони які входили до його складу перепідчинені безпосередньо обласному центру Центрально-Чорноземної області. Більша частина колишнього Розсошанського округу входить сьогодні до складу Воронезької області, а менша до складу Білгородської області.

## Населення
Відповідно до перепису населення 1926 р. в межах округу проживало 860 014 людей, з них українців 662 210 (75,25%), росіян 214 856 (24,42%). Загальний рівень грамотності серед українців (41,1%) був вищий ніж серед росіян (34,5%). Хоча серед росіян, що проживали в містах рівень грамотності був істотно вищий ніж  рівень грамотності серед українців, що проживали в містах 69,87% і 52,55% відповідно, та все ж серед сільського населення, що переважало в масі свої від загальної кількості населення округу, рівень грамотності серед українців був вищий ніж серед росіян 40,22% і 32,49% відповідно.

## Склад округу
До складу округу входили такі райони:
- Богучарський
- Бутурлинівський
- Верхньомамонський
- Воробївський
- Воронцівський
- Калачівський
- Кантемирівський
- Лосівський
- Михайлівський
- Новокалитвянський
- Вільхуватський
- Павлівський
- Петропавлівський
- Подгоренський
- Ровенський
- Розсошанський